# Patrystyka

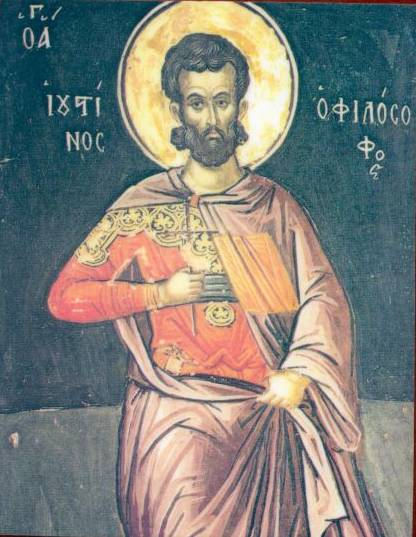
Justyn Męczennik – jeden z pierwszych Ojców Kościoła; portret z XVI wieku

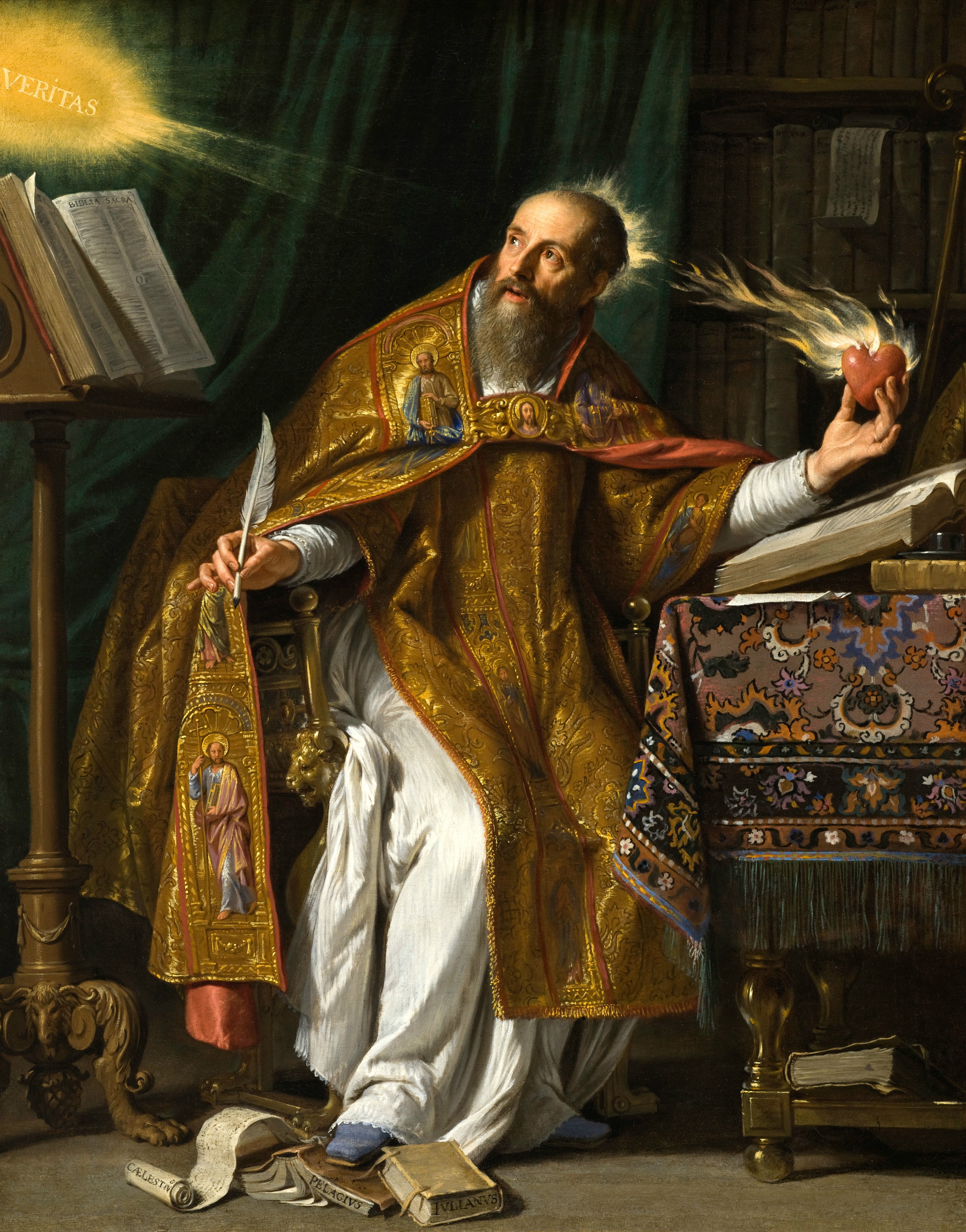
Augustyn z Hippony – jeden z najbardziej wpływowych Ojców Kościoła zachodniego; portret z XVII wieku

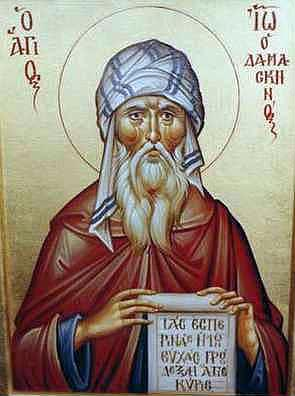
Jan z Damaszku – jeden z ostatnich Ojców Kościoła według tradycji zachodniej

Patrystyka (łac. patristica, od (łac.) patres, gr. πατήρ, patēr) – termin dwuznaczny:
- twórczość Ojców Kościoła i innych pisarzy starochrześcijańskich, tworzących na przełomie starożytności i średniowiecza; przejściowy etap w rozwoju filozofii zachodniej oraz teologii chrześcijańskiej;
- nauka badająca tę twórczość, jej autorów oraz ich epokę; dział historii i teologii, ściśle powiązany z dogmatyką, a konkretnie z historią dogmatów.

W tym drugim znaczeniu używa się też słowa „patrologia”, które jednak bywa kontrastowane z patrystyką jako nauką.
Pisarze starochrześcijańscy podejmowali różne tematy jak kanon Pisma Świętego, rola filozofii w myśli chrześcijańskiej, teologia stworzenia (kosmogonia), trynitologia, chrystologia i charytologia. Wywarli wpływ na pierwsze sobory powszechne, między innymi na uchwalone tam wyznanie wiary. Niektórzy – jak Tertulian, Orygenes i Pelagiusz – zostali uznani za heretyków. Do twórczości starochrześcijańskiej odwoływali się późniejsi teologowie, np. scholastycy, a reformacja i jansenizm czerpały z prac Augustyna z Hippony.

## Znaczenie i podział studiów patrystycznych
Do studiów patrystycznych odwołuje się znacząca większość Kościołów chrześcijańskich, gdyż rozwijała się jeszcze przed podziałem chrześcijaństwa. W Kościele katolickim zyskała znaczenie ponownie w XX w. w ramach powrotu do źródeł, do którego wezwał Pius X, i który przybrał potrójny wymiar: ruchu odnowy studiów biblijnych, liturgicznych i właśnie patrystycznych. Wiele myśli Ojców cytuje Katechizm Kościoła katolickiego. Powołują się na nich również papieże w swych dokumentach. Dzieła Ojców, jako świadków Tradycji apostolskiej Kościoła i wczesnych interpretacji Pisma Świętego, razem z tekstami liturgicznym są ważnym elementem depozytu wiary chrześcijańskiej.
Do studiów patrystycznych odwołuje się znacząca większość Kościołów chrześcijańskich, gdyż rozwijała się jeszcze przed podziałem chrześcijaństwa. W Kościele katolickim zyskała znaczenie ponownie w XX w. w ramach powrotu do źródeł, do którego wezwał Pius X, i który przybrał potrójny wymiar: ruchu odnowy studiów biblijnych, liturgicznych i właśnie patrystycznych. Wiele myśli Ojców cytuje katechizm Kościoła Katolickiego. Powołują się na nich również papieże w swych dokumentach. Dzieła Ojców, jako świadków Tradycji apostolskiej Kościoła i wczesnych interpretacji Pisma Świętego, razem z tekstami liturgicznym są ważnym elementem depozytu wiary chrześcijańskiej.

### Kryterium zadaniowe
Ze względu na swe zadania patrystyka dzieli się na apologetyczną i systematyczną. Dwoistość ta pochodzi stąd, że pierwsze próby refleksji intelektualnej chrześcijan wypływały z dwojakich potrzeb - zewnętrznych i wewnętrznych. Z jednej strony, miała ona bronić wiary chrześcijan na zewnątrz i wobec wrogów wykazywać zgodność jej z wymaganiami rozumu: miało to być dziełem „obrońców”, czyli apologetów. Z drugiej zaś, dla wewnętrznego użytku gmin niezbędne było jednolite i konsekwentne zebranie poglądów to było znów zadaniem systematyków.
Apologeci zależnie od aktualnych sporów i potrzeb, i przez to bardziej fragmentarycznie, opracowywali doktryny chrześcijańskie. Systematycy natomiast usiłowali opracować w całości chrześcijański pogląd na świat i oni to znaczyli główne etapy rozwoju filozofii chrześcijańskiej.
Patrystyka systematyczna przeszła 4 fazy rozwojowe:
1. Ojcowie herezjologowie, np. Ireneusz z Lyonu (zm. 202 r.) piszący dzieła przeciw gnostykom.
2. ojców aleksandryjskich
3. ojców kapadockich
4. systemu św. Augustyna

### Kryterium miejsca powstania
Ze względu na miejsce powstania refleksja patrystyczna dzieli się na Wschód i Zachód, czyli Ojców greckich - związanych ze środowiskiem greckim i piszących po grecku i Ojców łacińskich, piszących po łacinie. Głównym ośrodkiem na Wschodzie była Aleksandria ze swą słynną Szkołą refleksji teologicznej; poza tym szkoły i ośrodki istniały w Cezarei, Antiochii, Gazie, a i Ateny odgrywały jeszcze pewną rolę. Na Zachodzie stolicą był oczywiście Rzym; ale i kolonie, mianowicie afrykańskie, wydały wybitnych myślicieli.
Różnica obu grup była nie tylko geograficzna: na Wschodzie myśl patrystyczna rozwijała się w środowiskach, gdzie panowało tradycyjne zamiłowanie do spekulacyjnej filozofii i gdzie współzawodnictwo z pogańskimi systemami było bodźcem do pracy; tam też powstały pierwsze chrześcijańskie systemy. Na Zachodzie, przeciwnie, praktyczne i trzeźwe środowisko rzymskie wpłynęło na wytworzenie się i wśród chrześcijan wrogich dla filozofii nastrojów. Długo Zachód wydawał apologetów, a nie stworzono jakiegoś systemu.
Z drugiej jednak strony na Wschodzie, gdzie kultura filozoficzna pogan była wysoka, myśli chrześcijańskiej trudno było wyzwolić się spod jej wpływów; dlatego to patrystyka grecka miała wysoki poziom, ale była mało samodzielna. Gdy natomiast na Zachodzie powstał wreszcie system filozofii, to był to system własny i całkowicie odpowiadający duchowi chrześcijaństwa.

### Kryterium chronologiczne
Chronologicznie patrystyka dzieli się na okresy wyznaczone przez następujące dwa Sobory powszechne: Sobór nicejski I (325) i Sobór chalcedoński (451). Patrystyka przednicejska dopiero tworzyła się. Po 325 r. przeżyła już rozkwit w postaci samodzielnych systemów. Natomiast po 451 r. nastąpił już jej schyłek.
W zależności od przyjętego principium podziału, poszczególne okresy określa się jako: wstępny, rozkwitu i schyłkowy, lub początkowy, środkowy i końcowy. Okres drugi nazywamy też okresem złotym.

## Okresy epoki patrystycznej
Ramy chronologiczne tych trzech okresów rozwoju epoki Ojców zamykały się w latach:
1. Powstanie – okres pierwszy (do 325 r.)
2. Rozkwit – okres drugi (325–451)
3. Schyłek – okres trzeci (od 451 r. do VIII w.)

### Okres przednicejski (do 325 r.)
Od czasów apostolskich do Soboru nicejskiego:
W okresie pierwszym, obejmującym trzy pierwsze stulecia, chrześcijanie organizując życie kościelne tworzyli pierwsze teksty liturgiczne i przepisy prawa. Pisarze będący blisko czasów apostolskich pisali listy. Działo się to wszystko w czasie wielkich prześladowań (ataki z zewnątrz) i nasilenia herezji gnostyckich (ataki od wewnątrz). Powstawały więc zarówno akta męczenników, jak i apologie. Myśl filozoficzna krystalizowała się w czterech wielkich ośrodkach: aleksandryjskim, Azji Mniejszej, rzymskim oraz afrykańskim.
1. Skład Apostolski
2. Ojcowie Apostolscy (Autor Didache, Klemens Rzymski, Ignacy Antiocheński, Polikarp ze Smyrny, Papiasz z Hierapolis, List Barnaby, Pasterz Hermasa)
3. Opisy męczeństwa
4. Apologeci greccy (Kwadrat Apologeta, Arystydes z Aten, Aryston z Pelli, Ireneusz z Lyonu, święty Justyn, Tacjan Syryjczyk, Atenagoras z Aten, Teofil z Antiochii, Meliton z Sardes, List do Diogneta, Hermiasz)
5. Zagrożenia błędnowierstwa (Bazylidianie, Walentynianie, Karpokratianie, Marcjonici, Abelici, Kainici, Montanizm)
6. Ojcowie aleksandryjscy (Klemens Aleksandryjski, Orygenes)
7. Ojcowie afrykańscy (Tertulian, Cyprian z Kartaginy, Arnobiusz z Sikka, Laktancjusz)
8. Pisarze Azji Mniejszej (Grzegorz Cudotwórca, Paweł z Samosaty, Lucjan z Antiochii, Metody z Olimpu, Hipolit)
9. Środowisko rzymskie (Minucjusz Feliks, Kanon Muratoriego, Nowacjan)
10. Początki monastycyzmu (Antoni Pustelnik, Pachomiusz)

### Okres ponicejski (325–451)
Jest to tzw. złoty wiek patrologii trwający do Soboru chalcedońskiego (451 r.). W drugim okresie następował rozkwit literatury patrystycznej, głównie na skutek wielkich dyskusji trynitarnych, polemik z manichejczykami, donatystami i pelagianami, oraz ze względu na wzrastającą popularność monastycyzmu. Powstawały wielkie ośrodki zarówno na wschodzie (egipski z centrum w Aleksandrii, małoazjatycki, kapadocki i syryjsko-palestyński), jak i na Zachodzie (italski z centrum w Rzymie, galijski, afrykański oraz hiszpański).
1. Aleksandryjczycy i Egipcjanie (Ariusz, Atanazy Wielki, Dydym Aleksandryjski, Cyryl z Aleksandrii, Ewagriusz z Pontu, Palladiusz)
2. Pisarze Azji Mniejszej (Bazyli Wielki, Grzegorz z Nazjanzu, Grzegorz z Nyssy)
3. Pisarze Syrii i Palestyny (Efrem Syryjski, Euzebiusz z Cezarei, Cyryl Jerozolimski, Epifaniusz z Salaminy, Diodor z Tarsu, Teodor z Mopsuestii, Jan Chryzostom, Nestoriusz)
4. Historycy kościelni (Filip z Side, Filostorgiusz, Sokrates Historyk, Sozomen, Teodoret z Cyru)
5. Pisarze italscy (Ambroży z Mediolanu, Euzebiusz z Vercelli, Lucyferiusz z Calaris, Rufin z Akwilei, święty Hieronim, Paulin z Noli, Piotr Chryzolog, Leon Wielki)
6. Pisarze galijscy (Hilary z Poitiers, Jan Kasjan, Prosper z Akwitanii, Wincenty z Lerynu)
7. Środowisko afrykańskie (święty Augustyn, Orozjusz, Quodwultdeus)
8. Pisarze hiszpańscy (Hozjusz z Kordoby, Grzegorz z Elwiry)
9. Pisarze syryjscy: Afrahat, Efrem Syryjczyk

### Okres schyłkowy (od 451 r. do VIII w.)
Zmiany zachodzące tak w życiu duchowym, jak i polityczno-kulturowym chrześcijaństwa od połowy V w. doprowadziły do zmian również w zakresie literatury patrystycznej. Notuje się w nim stopniowe zamieranie sił twórczych, coraz mniej jest autorów przedstawiających własne stanowisko, przeważająca większość wydawanych ksiąg to komentarze biblijne w formie caten / w (łac.) znaczy łańcuch/, czyli wypowiedzi dawniejszych egzegetów. Dlatego w historii patrystyki okres ten nazywa się schyłkowym.
Okres ten, z wyjątkiem nielicznych jak Grzegorz Wielki nie wydał już wielu wybitnych teologów. I choć na Zachodzie dalej czynne były wspomniane ośrodki, to ich przedstawiciele pozostawali przy myśli augustiańskiej, nie tworząc nowych systemów. Na Wschodzie zaś wybijał się jedynie autor piszący pod pseudonimem Dionizego Areopagity.
1. Pisarze łacińscy (św. Grzegorz Wielki, Boecjusz, Kasjodor, Cezary z Arles, Grzegorz z Tours, Fulgencjusz z Ruspe, Ildefons z Toledo, Izydor z Sewilli, Leon Wielki)
2. Pisarze greccy (Pseudo-Dionizy Areopagita, Maksym Wyznawca, Leoncjusz z Bizancjum, Jan z Damaszku, Roman Pieśniarz).

## Koncepcje teologiczno-filozoficzne
Rysem charakterystycznym sposobu uprawiania teologii przez Ojców było postawienie w centrum refleksji nad zbawczym planem Bożym i Misterium paschalnym, interpretowanym szczególnie w świetle Pisma świętego. Ich bliskość wobec czasów apostolskich pozwalała dokładniej wyrazić ducha nauczania Apostołów. J. Ratzinger pisał o ich bezpośrednim powiązaniu z wydarzeniem początkowym, jakim był okres apostolski:

Jeśli ich starożytność ma mieć pozytywną wartość teologiczną, uzasadnieniem jej może być jedynie fakt szczególnej przynależności do wydarzenia początkowego, albo jakieś powiązanie z nim węzłem wspólnoty, mającej specjalne znaczenie dla teologii.

Teolodzy, tak katoliccy, jak i ewangeliccy, zwracają uwagę na fakt, że ojcowie są nauczycielami Kościoła jeszcze nie podzielonego.
Postawa Ojców wobec różnych kultur, w których kręgu się obracali (judaizmu, hellenizmu, tradycji wschodnich jest wzorem dla późniejszych pokoleń teologów.
Najbardziej twórczym okresem była druga połowa IV i pierwsza połowa V w. W tym czasie kultura helleńska została w dużym stopniu przyswojona przez myślicieli i pisarzy chrześcijańskich. Dzięki wielkim herezjom antytrynitarnym i chrystologicznym, metodzie filozoficznej i sztuce retorycznej, doskonale opanowanej przez ojców tego okresu,doszło do ogromnego rozkwitu myśli chrześcijańskiej.

### O Bogu
Wszyscy myśliciele ówcześni skłaniali się do twierdzenia, że Bóg naturalnym sposobem nie jest poznawalny. W systemach hellenistycznych wypowiadane było przekonanie o nadrozumności, a przeto niepoznawalności Boga; wśród chrześcijan zaś ustaliło się przekonanie, że Bóg daje się poznać, ale tylko na drodze objawienia. Powszechne było przekonanie o transcendencji Boga nie tylko epistemologicznej, ale i kosmicznej: jest nie tylko pozarozumowy, ale i pozaświatowy. Przez hellenistycznych filozofów był pojęty jako byt absolutny; u chrześcijan zaś z pojmowaniem Boga jako bytu łączyło się pojmowanie go jako sędziego.
Stosunek Boga do świata. Wśród Greków zmagało się dualistyczne i monistyczne pojmowanie; monistyczna emanacja była ostateczną koncepcją hellenizmu, w chrześcijaństwie zaś zapanowała dualistyczna koncepcja stworzenia. Grecy skłaniali się do przekonania, że świat jest ukształtowany z materii odwiecznej: Ojcowie Kościoła doszli zaś do twierdzenia, że stworzony był z niczego, że ma początek i będzie mieć koniec.
Uznawano powszechnie ogniwa pośrednie między Bogiem a światem; ale dla Greków były to abstrakcyjne hipostazy, dla chrześcijan zaś ogniwem był Chrystus-Logos, Bóg-człowiek; dla tamtych ogniwem był byt przyrodzony, dla tych – nadprzyrodzona istota boska; dla tamtych była to sprawa dedukcji, dla tych – rzecz objawiona.
Pochodzenie zła. W doktrynach, wywodzących wszystko z Boga, wytłumaczenie zła było zadaniem szczególnie doniosłym i trudnym. Filozofowie hellenistyczni wywodzili je na ogół z materii, chrześcijańscy – przeważnie z wolności. Chrześcijanie bronili doskonałości świata, wskazując na negatywność zła, na jego celowość jako środka oczyszczającego i na znaczenie moralne okupionej przezeń wolności człowieka.

### O człowieku
Ogólne pojęcie człowieka było wspólne całej epoce: istotą jego jest dusza, losem – upadek, celem – połączenie z bóstwem. W szczegółach natomiast panowała rozbieżność poglądów, nie tylko między Grekami a chrześcijanami, lecz też wśród samych Greków i samych chrześcijan. Wśród chrześcijan było sporne nawet to, które z własności człowieka należą do jego natury, a które są darem łaski.
Składniki człowieka. Zagadnienie to było dyskutowane we wszystkich obozach. Zmagała się koncepcja dychotomiczna z trychotomiczną, twierdzącą, że poza ciałem i duszą człowiek posiada jeszcze składnik najwyższy: pneumę. Sporna była rola ciała: wśród Greków przeważała doktryna, że nie ma naturalnego związku duszy z ciałem, że ciało jest więzieniem duszy; i wśród chrześcijan utrzymywała się długo, ale ostatecznie została odrzucona.
Że dusza jest niematerialna i nieśmiertelna, to było przekonanie bez mała powszechne; doktryny materialistyczne pojawiały się nawet wśród chrześcijan, ale nigdzie nie przyjęły się. Ale czy dusza nieśmiertelna jest też odwieczna – ta kwestia dzieliła filozofów; Grecy stali na stanowisku preegzystencji, za nimi pogląd ten wyznawał Orygenes i wielu teologów chrześcijańskich IV i V w.; ale w 553 r. został on ostatecznie potępiony przez Kościół. Następnie: greckie systemy emanacyjne skłaniały się ku uznaniu boskości duszy, chrześcijański zaś pogląd głosił, że dusza jest obrazem Boga, ale jest zasadniczo innej natury niż On.
Powrót duszy do Boga był dla wszystkich myślicieli tej epoki właściwym celem czynności ludzkich, poznania, działania, twórczości. Było to naturalne zamknięcie teocentrycznych systemów: wedle nich wszystko poczęło się z Boga i wszystko musi do Boga powrócić.
Takie podłoże metafizyczne dawało sposobność do szczegółowych rozważań filozoficznych, epistemologicznych, psychologicznych, etycznych. Analiza stanów mistycznych odkryła nowe zagadnienia psychologii; uznanie objawienia, oświecenia boskiego, wiary jako warunków poznania stworzyło nowe zagadnienia epistemologiczne; życie oddane Bogu i oczekiwanie łaski – nowe zagadnienia etyczne; dopatrywanie się w zdarzeniach dziejowych zmagania się sił Bożych z ziemskimi skierowało umysły ku rozważaniom nad filozofią historii.

### Pojęcia i terminy
W epoce, która za przedmiot dociekań filozoficznych miała niepoznawalny i niewypowiedzialny absolut, terminologia filozoficzna i teologiczna musiała mieć charakter szczególny: wysilała się, by wypowiedzieć to, co niewypowiedzialne. Czyniła to głównie przez terminy negatywne (do nich należy m.in. termin „absolut”) i superlatywne. W epoce tej wymyślone zostały wszelkie sposoby wyrażania transcendencji, wszelkie odmiany i odcienie pojęć oznaczających nadbytowość i nadrozumność; była ona dla epok następnych skarbnicą nazw oznaczających byt nadziemski i poznanie nadprzyrodzone.
Terminy filozoficzne i teologiczne, jakimi posługiwali się chrześcijanie, niewiele różniły się od innych; miały jednak w treści prawie zawsze pewien odcień szczególny. Najbardziej typowym przykładem jest logos.

## Patrologia – Ojcowie Kościoła

### Ojcowie Kościoła a filozofia starożytna
Ojcowie Kościoła działali w całym Imperium Rzymskim, które w pięciu pierwszych wiekach przeobrażało się, zmieniając również swój stosunek do chrześcijan: przez trzy stulecia chrześcijan prześladowano, później próbowano z nimi koegzystować, by w końcu poddać się ich wpływom.
Pierwsi Ojcowie Kościoła rozpoczęli swoją działalność w czasie tworzenia się ostatnich systemów starożytnych, jak: neopitagoreizm i neoplatonizm. Ich idee były więc związane z tradycją starożytną Greków. Jednakże nie mogą być uznawane jako wytwór rozwoju greckiej filozofii, gdyż zakładały nowy, własny początek: wiarę chrześcijańską. Pierwotne chrześcijaństwo, nauka bezpośrednich uczniów Chrystusa, nie było systemem filozoficznym, nie robiło nawet założeń filozoficznych. Była to głównie nauka moralna. „A oto trzy istnieją zasady Pańskie” – pisał św. Barnaba – „Nadzieja żywota jako początek i koniec wiary naszej, Sprawiedliwość jako sądu początek i koniec, i Miłość radosna i weselna jako czynów sprawiedliwych świadectwo”. Nauka ta streszczała się w trzech pojęciach: poznanie, prawo i zapowiedź, mianowicie poznanie Boga, prawo moralne i zapowiedź życia pośmiertnego.
Chrześcijaństwo zdobywało świat dla swych idei, ale jednocześnie samo wchłaniało idee obce. Pojęcia czerpano głównie z filozofii greckiej, gdyż tam były najdoskonalsze. W okresie zaś, gdy zaczynało się chrześcijaństwo, pojęcia filozoficzne Greków były tak bardzo przepojone myślą religijną, że łatwo mogły być przystosowane do każdej wiary.
Posługując się tedy wielorako ideami platońskimi, arystotelesowskimi, stoickimi, cynickimi, potem i neoplatońskimi, formowała się filozofia chrześcijan. Z platonizmu nadawał się do przyjęcia idealistyczny pogląd na świat i przekonanie o wyższości świata duchowego nad materialnym; z arystotelizmu – koncepcja Boga jako pierwszej przyczyny i celu świata; ze stoicyzmu – pomysł, że świat materialny jest przesycony duchem; z cynickiej filozofii – obojętność dla rzeczy doczesnych; nawet sceptycyzm mógł być pożyteczny, bo odbierając wartość poznaniu zmysłowemu i rozumowemu dostarczał pośrednio argumentów tym, co w objawieniu i natchnieniu widzieli źródło poznania prawdy.
Ale fundament chrześcijaństwa był już utworzony w nauce Chrystusa, zanim te obce wpływy zaczęły działać. Oddziałały też one nie na jądro nauki, lecz na jej pojęciowe ujęcie i systematyczne rozwinięcie. Grecja dawała formy dla chrześcijańskiej filozofii, ale gdy formy te były niezgodne z pierwotną wiarą, Kościół odrzucał je pewną ręką. Są podobieństwa między filozofią wczesną chrześcijan a współczesną im filozofią pogan, ale są w niej też rysy własne, nie dające sprowadzić się do niczego, co było dotychczas w filozofii: Bóg na ziemi i w sercach, miłość i łaska jako podstawa życia, osobowe pojmowanie Boga i stosunku do Boga.
Wcześni myśliciele chrześcijańscy przejęli greckie definicje filozofii, jednakże dali im zwrot odrębny. Podając np. definicję, że filozofia jest „miłością mądrości”, Jan z Damaszku (zm. 749) wyjaśniał, że „prawdziwą mądrością jest Bóg, więc miłość do Boga jest prawdziwą filozofią”; wymieniając zaś inne określenie, że filozofia jest „upodobnieniem się do Boga”, dodawał, że może ono być osiągnięte przez mądrość i poznanie, ale też przez sprawiedliwość i świętobliwość.
Nauka Ojców Kościoła zajmują się specjaliści zwani patrologami, a samą naukę określa się pojęciem patrologia (gr. patres + logos). Termin ten pojawił się dopiero w XVII wieku, najpierw w kręgu teologii luterańskiej, która dzieliła teologię na części: biblijną, patrystyczną, scholastyczną, symboliczną i spekulatywną. Patrologia obejmuje dwa wielkie obszary zagadnień, którymi zajmowali się Ojcowie:
1. O Bogu – pojęcie Boga, Jego stosunek do świata, ogniwa pośrednie między Bogiem a światem;
2. O człowieku – pojęcie człowieka, jego relacje z Bogiem, dusza nieśmiertelna i jej powrót do Boga.

Spośród wielu pisarzy wczesnochrześcijańskich tylko niektórym nadano tytuł Ojca Kościoła. Patrologowie zastosowali poczwórne kryterium oceny: prawowierność nauki, świętość życia, starożytność i aprobatę Kościoła. W wyniku tej selekcji wybrano po ośmiu pisarzy z obu kręgów kultury: zachodniego i wschodniego. Co drugiemu z tej listy nadano przydomek wielki; są nimi: Ambroży, Augustyn, Hieronim, Grzegorz Wielki oraz Atanazy Wielki, Bazyli Wielki, Grzegorz z Nazjanzu i Jan Chryzostom.
Ojcowie Kościoła dziś
Wybrani w ten sposób Ojcowie są najbardziej cytowani przez urząd nauczycielski Kościoła. Od początków XX w. ustalił się zwyczaj, że w zaokrągloną rocznicę urodzin lub śmierci danego Ojca Kościoła zabierał głos papież. Czynił to w formie encykliki lub obszerniejszego listu. Dokumenty te oceniały dzieła danego Ojca z perspektywy tysiącleci. Wyjaśniały, na czym polega ich aktualność i co mogą wnieść w życie dzisiejszego człowieka.
Z dzieł Ojców Kościoła czerpią obficie autorzy Katechizmu Kościoła Katolickiego. Cytują je na przemian z tekstami Pisma świętego. Należą one zatem do podstawowych źródeł Katechizmu. Mniej więcej po równo reprezentowane są obie części dziedzictwa patrystycznego: łacińska (168 cytatów) i grecka (181).

## Wykaz pisarzy wczesnochrześcijańskich
Wykaz poniżej obejmuje nazwiska pisarzy wczesnochrześcijańskich oraz niektórych ważnych dla historii patrystyki, jak Filon z Aleksandrii, czy Józef Flawiusz.
Ojcowie Kościoła zaznaczeni są pogrubionym pismem. Kościół wyodrębnił ich na podstawie czterech kryteriów:
- działalność we wczesnym okresie chrześcijaństwa (antiquitas),
- głoszenie prawowiernej nauki (doctrina orthodoxa),
- świętość życia (sanctitas vitae),
- powszechne uznanie przez Kościół (approbatio ecclesiae).

### Zachód
| wiek | Italia | Afryka | Galia | Hiszpania | Iliria | Brytania |
| ---- | --- | --- | --- | --- | --- | --- |
| I    | - Klemens Rzymski pp. – ojciec apostolski | | | | | |
| II   | - Apolinary z Rawenny (?) - Apoloniusz Senator - Floryn gnostyk - Hermas, autor Pasterza – ojciec apostolski - Justyn Męczennik - Kanon Muratoriego - Marcjon - Ptolemeusz gnostyk - Rodon enkratyta - Soter pp. - Walentyn Egipcjanin - Wiktor I pp. | - Arnobiusz Starszy - Augustalis bp afrykański - Cyprian z Kartaginy - Felicissimus - Kommodian (?) - Nowacjan - Poncjusz z Kartaginy - Tertulian | - Ireneusz bp Vienny – doktor Kościoła | | | |
| III  | - Dionizy pp. - Feliks I pp. - Hipolit antyp. - Kajusz kpł. rzymski - Kalikst pp. - Korneliusz pp. - Lucjusz I pp. - Minucjusz Feliks (?) - Nowacjan antyp. - Poncjan pp. - Stefan I pp. - Sykstus II pp. - Zefiryn pp. | - Arnobiusz Starszy - Augustalis bp afrykański - Cyprian z Kartaginy - Felicissimus - Kommodian (?) - Nowacjan - Poncjusz z Kartaginy - Tertulian | - Faustyn z Lyonu - Retycjusz z Autun - Wiktrycjusz z Rouen | | - Wiktoryn z Petawium | |
| IV   | - Ambrozjaster - Ambroży z Mediolanu – doktor Kościoła - Auksencjusz z Durostorum - Damazy pp. - Dionizy Filokalus - Dionizy z Mediolanu - Euzebiusz z Vercelli - Exsultet (?) - Faustyn kpł. lucyferianin - Feliks II pp. - Filastriusz z Brescii - Firmicus Maternus - Fortunacjan z Akwilei - Heliodor z Altinum - Helwidiusz - Jowinian mn. - Juliusz I pp. - Kandyd arianin - Liberiusz pp. - Lucyfer z Cagliari - Maksymin z Mediolanu - Marcelin kpł. - Mariusz Wiktoryn - Próba - Sylwester I pp. - Symplicjan z Mediolanu - Syrycjusz pp. - Te Deum (?) - Ursyn kpł. - Wigiliusz z Trydentu - Zenon z Werony | - Donat twórca donatystów - Faustus z Mileve - Laktancjusz - Optat z Mileve - Parmenian z Kartaginy - Tykoniusz - Witeliusz donatysta | - Auzoniusz - Febad z Agen - Hilary z Poitiers - Laudes Domini - Paulin z Trewiru - Sulpicjusz - Sewer | - Acyliusz Sewer - Audencjusz - Bachiariusz - Chalcydiusz - Dekster - Egeria Silvia (Aetheria) - Grzegorz z Elwiry - Hozjusz z Kordoby - Instancjusz - Itacjusz z Merida - Itacjusz Sławny z Ossobony - Juwenkus - Karteriusz - Latronian - Olimpiusz - Pacjan z Barcelony - Potamiusz z Lizbony - Prudencjusz - Pryscylian - Sempronian - Tyberian z Betyki - Walerian z Calahorra - Wigilancjusz kpł.                                                           | - Auksencjusz z Durostorum - Fotyn z Sirmium - Hieronim ze Strydonu - Nicetas z Remezjany - Teotym z Tomoi - Ursacjusz i Walens - Wawrzyniec z Novae - Wulfila bp Gotów | - Pelagiusz (?) |
| V    | - Anastazy I pp. - Anastazy II pp. - Anian z Celedo - Aponiusz (?) - Arnobiusz Młodszy - Bonifacy I pp. - Celestiusz - Celestyn I pp. - Chromacjusz z Akwilei - Euzebiusz z Mediolanu - Feliks III pp. - Gaudencjusz z Brescii - Gelazy I pp. - Hilary pp. - Innocenty I pp. - Julian z Eklanum - Klaudian Klaudiusz - Leon Wielki pp. - Makary mn. rzymski (?) - Maksym z Turynu - Paschazyn z Marsala - Paulin z Mediolanu - Paulin z Noli - Petroniusz z Bolonii - Piotr Chryzolog - Praedestinatus - Rufin z Akwilei kpł. - Sykstus III pp. - Symplicjusz pp. - Uraniusz kpł. - Zozym pp.                         | - Agriustria - Arnobiusz Młodszy - Asklepiusz - Augustyn z Hippony – doktor Kościoła - Aureliusz z Kartaginy - Cerealis z Castellum - Emeryt z Cezarei Afrykańskiej - Eugeniusz z Kartaginy - Ewodiusz z Uzalis - Gaudencjusz z Timgad - Honorat-Antonin - Kapreolus bp Kartaginy - Kreskoniusz donatysta (?) - Makrobiusz donatysta - Makrobiusz dk. (?) - Orozjusz - Petylian z Cirty - Possydiusz z Kalamy - Quodvultdeus z Kartaginy - Wigiliusz z Tapsus - Wiktor z Kartenny - Wiktor z Wity | - Cyprian kpł galijski - Eucheriusz z Lyonu - Ewagriusz mn galijski - Exsultet (?) - Fastydiusz - Faustus z Riez - Gennadiusz z Marsylii - Hilary z Arles - Honorat z Marsylii - Jan Kasjan - Julian Pomeriusz - Klaudian Mamert - Komodian - Leporiusz kpł - Lucydiusz kpł - Muzeusz kpł - Oriencjusz bp Auch? - Paulin z Beziers - Paulin z Périgueux - Prosper z Akwitanii - Rewerencjusz - Rustyk Helpidiusz - Saloniusz z Genewy - Salwian z Marsylii - Sydoniusz Apolinary - Wigilancjusz kpł - Wigiliusz dk galijski - Wiktor z Marsylii - Wiktoriusz z Akwitanii - Wincenty kpł galijski - Wincenty z Lerynu | - Awit - Awit z Bragi - Dyktyniusz z Astorga - Eutropiusz kpł - Hydacjusz z Lemnica - Pastor bp - Peregryn bp (?) - Sewer z Minorki - Syagriusz - Turrybiusz - Witalis i Tonancjusz (Conantius?) | - Paweł z Pannonii Seduliusz (?) | - Święty Patryk |
| VI   | - Agapet I pp. - Agnellus z Rawenny - Andrzej Więzień - Arator - Bellator - Benedykt z Nursji - Boecjusz - Bonifacy II pp. - Dionizjusz Mały - Ennodiusz z Pawii - Epifaniusz Scholastyk - Eugipiusz mn. z Lucuilanum - Feliks IV pp. - Grzegorz Wielki pp. – doktor Kościoła - Grzegorz z Agrigentum - Helpis - Hormizdas pp. - Jan I pp. - Jan III pp. - Kasjodor - Liber Pontificalis (cz. I) - Makrobiusz - Pelagiusz I pp. - Pelagiusz II pp. - Rustyk Helpidiusz - Rustyk Rzymianin - Symmach pp. - Wigiliusz pp.                                                                                               | - Drakoncjusz - Eustacjusz Afrykańczyk - Fakundus z Hermiane - Fastidiosus arianin - Ferrandus dk. - Fulgencjusz z Ruspe - Liberatus dk. - Poncjan bp - Prymazjusz z Hadrumetum - Teodozjusz dk. (?) - Werekundus z Junki - Wiktor z Tonnuny - Wokoniusz z Castellum | - Awit z Vienne - Cezary z Arles - Cyprian z Tulonu - Decretum Gelasianum - Fereol z Uzes - Gildas Mądry (p. też Irlandia i Anglia) - Grzegorz z Tours - Mariusz z Aventicum - Rurycjusz I z Limoges - Rurycjusz II z Limoges - Wenancjusz Fortunat | - Apryngiusz z Beja - Donat mn Servitanum - Eutropiusz z Walencji - Flawiusz z Merobaudes - Jan z Biclar - Justu z Urgell - Justynian z Walencji - Leander z Sewilli - Licynian z Kartaginy - Marcin z Bragi (Brakary) - Massona z Merida - Montanus z Toledo - Piotr z Lerida - Sewer z Malagi - Tarra mn | - Dionizjusz Mały - Jan Maksencjusz - Jan z Tomi - Justynian cesarz | - Gildas Mądry - Kolumba z Iony (Kolumban Starszy) - Kolumban Młodszy                                               |
| VII  | - Jonasz z Bobbio mn. - Kolumban Młodszy - Leon II pp. - Leoncjusz | | - Defenzor z Liguge - Dezydery z Cahors | - Aurazjusz z Toledo - Braulio z Saragossy - Bułgar Comes - Chintila król - Eugeniusz z Toledo - Feliks z Toledo - Fruktuoz z Bragi - Gundemar - Idaliusz z Barcelony - Ildefons z Toledo - Izydor z Sewilli – doktor Kościoła - Jan z Saragossy - Justus z Toledo - Konancjusz z Palencji - Kwirycjusz z Barcelony - Maksym z Saragossy - Recceswint król - Redemptus dk - Sisebert z Toledo - Sisebut król - Tajo z Saragossy - Waleriusz z Bierzo - Wamba król | | - Adomnan z Hy - Aileran z Clonard - Aponiusz (?) - Beda Czcigodny – doktor Kościoła - Cedmon - Teodor z Canterbury |
| VIII | - Grzegorz II pp. - Grzegorz III pp. - Paweł dk. - Zachariasz pp. | | - Donat z Besangon | | | - Aldhełm - Ediusz Stefan                                                                                           |

### Wschód
| w.   | Grecja | Azja Mniejsza | Syria | Palestyna | Egipt |
| ---- | --- | --- | --- | --- | --- |
| I    | - Arystydes z Aten - Atenagoras z Aten | | - Autor Didache – ojciec apostolski | - Józef Flawiusz - Justus z Tyberiady - Szymon Mag | - Filon z Aleksandrii - Sekstus (?) Sentencje |
| II   | - Bakchylus (?) - Dionizy z Koryntu - Filip z Gortyny - Kwadrat Apologeta (?) - Pinytos z Krety | - Akwila (?) - Apolinary z Hierapolis - Bakchylus z Azji (?) - Kwadratus (?) - Meliton z Sardes - Milcjades - Papiasz z Hierapolis - Pioniusz kpł ze Smyrny - Polikarp ze Smyrny – ojciec apostolski - Polikrat z Efezu | - Apoloniusz z Efezu - św. Hegezyp - Ignacy Antiocheński – ojciec apostolski - Serapion z Antiochii - Teofil z Antiochii | - Agryppa Kastor - Aryston z Pelli - Juda Jerozolimski - Justyn Męczennik - Symmach - Teofil z Cezarei Palestyńskiej | - Amoniusz Sakkas (?) - Apelles (?) - Święty Barnaba – ojciec apostolski - Bazylides - Juliusz Kasjan - Karpokrates - Panten - Syktus Sentencje - Walentyn |
| III  | - Metody z Olimpu | - Firmilian z Cezarei Kapadockiej - Grzegorz Cudotwórca z Neocezarei Pontyjskiej - Metody z Olimpu | - Anatol z Laodycei - Bardesanes (Bar Deisan) - Cyprian z Antiochii - Doroteusz antiocheńczyk - Geminus - Hegemoniusz (?) (Archelaos) - Lucjan z Antiochii - Malchion kpł - Paweł z Samosaty | - Aleksander Jerozolimski - Ambroży z Cezarei Palestyńskiej - Beryllus - Juliusz Afrykańczyk - Pamfil z Cezarei palestyńskiej | - Ammon z Tmuis - Dionizy Aleksandryjski - Euzebiusz dk aleksandryjski - Fileas z Tmuis - Heraklas z Aleksandrii - Hezychiusz egzegeta aleksandryjski - Klemens Aleksandryjski - Maksym z Aleksandrii - Melecjusz z Lykopolis - Nepos z Arsinoe - Orygenes - Pieriusz kpł - Piotr I Aleksandryjski - Sabeliusz - Teognost |
| IV   | - Grzegorz z Nazjanzu – doktor Kościoła - Heliodor z Trikka - Jan Chryzostom – doktor Kościoła - Macedoniusz z Konstantynopola - Maksym Cynik - Paweł I z Konstantynopola - Sabinus z Heraklei - Teodor z Heraklei | - Amfiloch z Ikonium - Asteriusz z Amazji - Bazyli z Ancyry - Bazyli Wielki z Cezarei Kapadockiej – doktor Kościoła - Epifaniusz z Salaminy - Eunomiusz z Kyziku - Eustacjusz z Sebasty - Euzebiusz z Cezarei - Euzebiusz z Nikomedii - Ewagriusz Pontyjski - Firmus z Cezarei Kapadockiej - Fotyn z Sirmium - Grzegorz z Cypru (?) - Grzegorz Iluminator - Grzegorz z Nazjanzu (Starszy) - Grzegorz z Nazjanzu (Teolog) - Grzegorz z Nyssy - Laktancjusz (łac) - Marceli z Ancyry - Sabacjusz bp - Teognis z Nicei - Tryfil z Cypru | - Afrahat Syryjczyk - Aecjusz z Antiochii - Akacjusz z Beroe - Apolinary z Laodycei Syryjskiej - Asteriusz Sofista arianin - Cyryllonas - Diodor z Tarsu - Efrem Syryjczyk - Eustacjusz z Antiochii - Euzebiusz z Emesy - Ewagriusz z Antiochii - Flawian z Antiochii - Heliodor kpł antiocheński - Izaak z Amidy (?) - Jan Chryzostom - Jerzy z Laodycei Syryjskiej - Maruta z Meipherkat - Melecjusz z Antiochii - Nemezjusz z Emesy - Piotr z Edessy - Sewerian z Gabala - Symeon Mezopotamczyk | - Akacjusz z Cezarei Palestyńskiej - Antioch z Ptolemaidy Fenickiej - Cyryl Jerozolimski - Euzebiusz z Cezarei - Euzoiusz z Cezarei Palestyńskiej - Gelazy z Cezarei Palestyńskiej - Makary I Jerozolimski - Rufin - Sofroniusz z Betlejem - Tytus z Bostry | - Aleksander z Aleksandrii - Ambroży z Aleksandrii - Ammonas mn egipski - Antoni Pustelnik - Apolinary Aleksandryjski - Ariusz - Atanazy Wielki – doktor Kościoła - Dydym Ślepy - Ewagriusz Pontyjski - Horsiesi mn egipski - Jan Kasjan - Klaudian - Klaudiusz Lucjusz z Aleksandrii - Makary Starszy - Makary Młodszy - Pachomiusz mn - Piotr II Aleksandryjski - Serapion z Tmuis - Synezjusz z Cyreny - Teodor mn - Teodor mn aleksandryjski - Tymoteusz I z Aleksandrii - Tymoteusz Archidiakon |
| V    | - Akacjusz z Konstantynopola - Dalmacjusz z Konstantynopola - Diadoch z Photike - Eudokia cesarzowa (Athenais) - Eutyches Konstantynopolitański - Euzebiusz z Doryleum - Faustus z Bizancjum - Filip z Sydy - Filostorgiusz - Flawian z Konstantynopola - Gennadiusz I z Konstantynopola - Mariusz Merkator - Nestoriusz bp Konstantynopola - Parteniusz kpł - Paulin z Pelli - Proklus z Konstantynopola - Sokrates Scholastyk - Sozomen - Teodozjusz II cesarz | - Agathangelos - Dalmacjusz z Kyziku - Elisze Wardopet - Euteriusz z Tyany - Euzebiusz z Doryleum - Faustus z Bizancjum hist Armenii - Filip z Sydy - Filostorgiusz z Borissos - Gelazy z Kyziku - Jan Mandakuni - Koriun (Goriun) - Leoncjusz z Neapolis Cypryjskiej - Łazarz z Farp - Makary z Magnezji - Marek Eremita - Mesrob mn - Nil z Ancyry - Palladiusz - Teodor z Ancyry | - Adrian (?) - Antoni mn syryjski - Balaj - Barsuma (Bar Sauma) bp Nisibis - Barsuma mn - Bazyli z Seleucji - Eznik z Kolb - Filoksenos z Mabbug - Ibas z Edessy - Izaak Wielki - Jan Gramatyk - Mochim kpł - Narses mn - Nestoriusz - Polichroniusz z Apamei - Rabbulas - Rufin Syryjczyk - Samuel Syryjczyk - Stefan I z Antiochii - Teodor Antiocheńczyk z Mopsuestii - Teodoret z Cyru - Teodul kpł (?) - Wiktor z Antiochii                                                                   | - Chryzyp mn - Geroncjusz z Jerozolimy - Hezychiusz z Jerozolimy - Hieronim ze Strydonu – doktor Kościoła - Ireneusz z Tyru - Jan II Jerozolimski - Lucjan z Kaphar Gamala - Marek dk | - Ammon kpł aleksandryjski - Anian mn aleksandryjski - Apophtegmata Patrum - Arseniusz - Cyrus mn aleksandryjski - Cyryl Aleksandryjski - Euzebiusz (pseudo) Aleksandryjski - Izajasz mn - Izydor z Peluzjum - Nonnos z Panapolis (?) - Palladiusz - Piotr II Mongos - Proteriusz - Szenut z Atripa - Teofil Aleksandryjski - Tymoteusz II z Aleksandrii (Ailuros) - Wiktor z Antiochii |
| VI   | - Agapet z Konstantynopola - Attyk z Konstantynopola - Eustracjusz z Konstantynopola - Ewagriusz Scholastyk - Jan z Egei - Jan III z Konstantynopola - Jan Maksencjusz - Jan Malalas - Jan Postnik - Jordanes - Juniliusz - Justynian cesarz - Leoncjusz z Bizancjum - Macedoniusz II z Konstantynopola - Marcelin Comes - Paweł Silentiarius - Roman Pieśniarz - Teodor Lektor                                                                                  | - Abraham (Abram) z Efezu - Aleksander z Cypru - Grzegorz z Cypru - Heraklian z Chalcedonu - Hypatiusz z Efezu - Jan Azjata (z Efezu) - Julian z Halikarnasu - Zachariasz z Gazy bp Mityleny | - św. Anastazy I z Antiochii (Synaita) - Bazyli z Cylicji - Efrem z Amidy - Eustacjusz z Epifanei - Ewagriusz Scholastyk - Grzegorz z Antiochii - Jakub z Telia, Baradai - Jakub z Sarug - Jan Malałaś - Konon z Tarsu i Eugeniusz z Seleucji - Maron z Edessy - Meszyhazeka mn - Paweł z Nisibis - Ps Dionizy Areopagita (?) - Sewer z Antiochii - Stefan Gobaros (?) - Symeon bar Apollon i Symeon bar Szarar - Symeon Słupnik Młodszy - Tymoteusz z Antiochii                                   | - Barsanufiusz i Jan Chorycjusz - Cyryl ze Scytopolis - Doroteusz z Gazy - Eneasz z Gazy - Gregentios bp Homerytów Jan z Gazy - Jan Gramatyk z Cezarei Palestyńskiej - Jan Moschos - Jan Rufus z Majumy - Jan ze Scytopolis - Kosmas Indikopleustes - Leoncjusz z Jerozolimy - Pamfil z Jerozolimy - Prokop z Cezarei - Prokop z Gazy - Teodor z Pharan - Teodor z Rhaithu - Teodor ze Scytopolis - Zachariasz z Gazy | - Eulogiusz z Aleksandrii - Jan Filoponos - Jan Moschos - Julian z Halikarnasu - Kosmas Indikopleustes - Olimpiodor dk aleksandryjski - Sewer z Antiochii - Stefan Gobaros (?) - Temistiusz dk aleksandryjski - Teodor mn (?) - Teodozjusz z Aleksandrii - Tymoteusz III Aleksandryjski |
| VII  | - Apokryzjariusz - Chronicon Paschale - Euzebiusz z Tesaloniki - Jan z Tesaloniki - Jerzy Choiroboskos - Jerzy z Pizydii - Konstantyn dk konstantynopolitański - Maksym Wyznawca - Paweł II z Konstantynopola - Piotr z Konstantynopola - Pyrrus z Konstantynopola - Sergiusz z Konstantynopola - Teodor dk konstantynopolitański - Tymoteusz z Konstantynopola                                                                                                  | - Andrzej z Cezarei Kapadockiej - Eubul z Listry - Leoncjusz z Arabissa - Leoncjusz z Neapolis Cypryjskiej - Piotr z Laodycei (?) - Teodor z Paphos | - Anastazy II z Antiochii - Izaak z Niniwy - Jakub z Edessy - Kosma mn - Makary z Antiochii - Marut z Tagrit | - Antioch mn z klasztoru św Saby - Jan Klimak - Jan z Rhaithu - Modest z Jerozolimy - Sofroniusz z Jerozolimy - Tymoteusz z Jerozolimy (?) - Zachariasz z Jerozolimy - Zozym mn | - Anastazy z Synaju (Synaita) - Cyrus z Aleksandrii - Hezychiusz Synajski - Jerzy z Aleksandrii - Talasjusz mn |
| VIII | - Agaton (dk) (?) - Andrzej z Krety - German z Konstantynopola - Kosmas Vestitor | | - Ps Dionizy z Tell Mahre - Jan Damasceński – doktor Kościoła - Kosmas Pieśniarz | - Epifaniusz - Hagiopolita - Kosmas Jerozolimski bp Majumy | - Jan z Nikiu |